# Gaston III. z Foix-Candale
Gaston III. z Foix-Candale (1480–1536) byl 3. hrabě z Kandale, známý pod přezdívkou Chromý. Byl také hrabětem z Benauges a z Castillonu, baronem z Doazit, captalem z Buch.

## Životopis
Jeho matkou byla Kateřina z Foix-Candale, která byla dcerou navarrské královny Eleonory. Jeho otec byl Gaston II. z Foix-Candale, který byl 2. hrabě z Kandale. Jako potomek své matky byl osmý v pořadí možných následníků trůnu Navarrského království, navarrským králem byl František Phoebus. Otec Gastona II. zemřel v roce 1500 a podle závěti se stal Gaston III. dědicem titulu a většiny majetku. Byl rovněž bratrem Anny z Foix, která se vdala za českého a uherského krále Vladislava Jagellonského. Gaston III. se oženil s hraběnkou Martou z Astarac, která zdědila po smrti svého otce v roce 1511 hrabství Astarac.

## Potomci
S manželkou Martou měli 10 dětí:
- Karel starší – hrabě z Astarac, zemřel v roce 1528
- Frederick z Foix – 4. hrabě z Kandale a hrabě Benauges, jeho manželkou se stala Françoise de la Rochefoucauld
- Jan z Foix-Candale – hrabě z Astarac, zemřel v roce 1532
- Petr z Foix-Candale
- František z Foix-Candale (1512–1594), byl biskupem v Aire, matematik
- Christoph z Foix-Candale – zemřel v roce 1570, byl biskupem v Aire
- Karel mladší z Foix-Candale – pán Villefranche a Moncassin
- Marie
- Františka
- Jacobea – jeptiška